# Guerra Anti-Fengtian
La guerra anti-Fengtian (en chino, 反 奉 战争; pinyin, Fan Feng Zhan Zheng) fue la última gran guerra civil del periodo de la época de los caudillos militares en China a comienzos del siglo XX antes de la Expedición al Norte. Duró desde noviembre de 1925 a abril de 1926 y enfrentó al Guominjun de Feng Yuxiang contra la camarilla de Fengtian y sus aliados de la camarilla de Zhili. Terminó con la derrota del Guominjun y el fin del gobierno ejecutivo provisional. Se la conoce también por el nombre de guerra Guominjun-Fengtian (en chino, 国 奉 战争; pinyin, Guo feng Zhan Zheng) o tercera guerra Zhili-Fengtian (en chino, 第三 次 直 奉 战争; pinyin, Di san ci Feng Zhi Zhan Zheng).

## Causas

Situación antes de la guerra contra la camarilla de Fengtian.

El resultado de la Segunda Guerra Zhili-Fengtian había llevado a la creación de un Gobierno provisional ejecutivo en Pekín en noviembre de 1924. Este estaba controlado por el triunvirato informal compuesto por Zhang Zuolin de Fengtian, Feng Yuxiang del Guominjun y Duan Qirui de la camarilla de Anhui.
Pero la posición de Duan como jefe del Estado no era más que decorativa, pues su camarilla había quedado prácticamente destruida. Su pequeño ejército de guardaespaldas se limitaba a operar en la capital donde regía únicamente de forma teórica. De hecho, su nombramiento únicamente se había realizado cuando varios de los caudillos de la derrotada camarilla de Zhili mostraron su disposición a reconocer a Duan y a no respaldar un contragolpe de Wu, mientras que las demás alternativas habían llevado al desacuerdo entre Feng y Zhang.
En la conferencia de los vencedores en Tianjin en diciembre de 1924, los tres caudillos se habían repartido las zonas de influencia. Zhang era el más fuerte de los tres dirigentes y controlaba las provincias ricas del nordeste. El ejército de Feng, más pequeño, dominaba el noroeste, más pobre. El acuerdo de reparto de poder entre los dos caudillos principales estaba destinado al fracaso, pues Zhang era un monárquico apoyado por Japón, mientras que Feng coqueteaba con la política radical, el cristianismo y el idealismo revolucionario, con apoyo soviético. Por su parte, Duan, a falta de una base de poder propia, trataba de mediar entre los otros dos caudillos con el fin de mantener un cierto control como árbitro. En noviembre de 1925, medió entre ambos en el reparto de importantes líneas de ferrocarril, cuyo control amenazaba con enfrentar militarmente a las dos agrupaciones militares.
A lo largo del verano de 1925, tanto de Zhang como Feng comenzaron a negociar para obtener la ayuda de su antiguo enemigo de la camarilla de Zhili, Wu Peifu. Deseando vengar la anterior traición de Feng durante el golpe de Pekín, Wu selló una alianza con Zhang en enero de 1926. Esta alianza duró hasta la derrota de las dos camarillas en la Expedición al Norte del Kuomintang en 1928.

## Desarrollo de la contienda

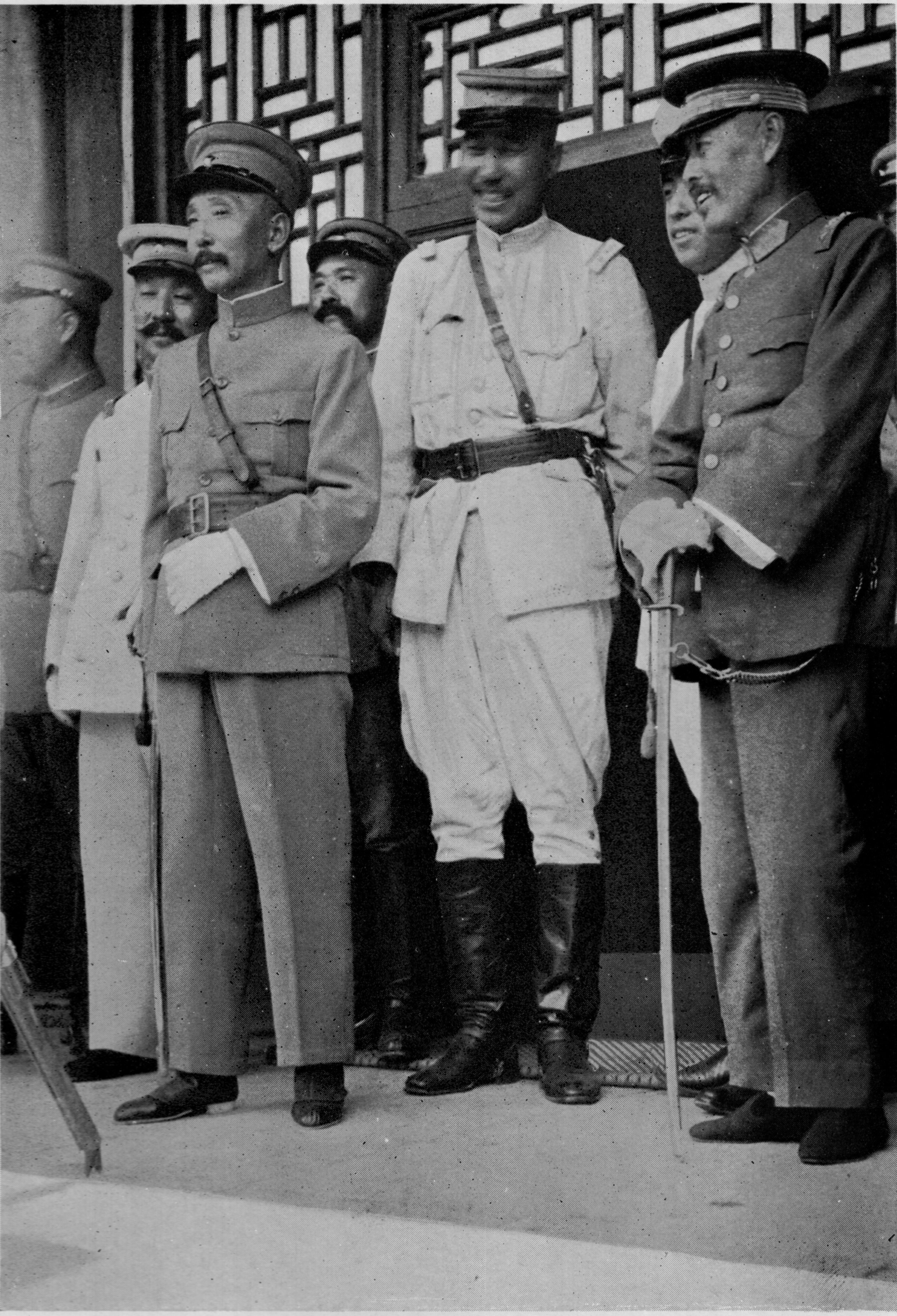
Reunión de vencedores en Pekín en junio de 1926:a la izquierda Zhang Zuolin, a la derecha Wu Peifu, en el centro entre los dos Zhang Zongchang, que controlaba Shandong. Tras Wu se vislumbra al hijo y sucesor de Zhang Zoulin,, Zhang Xueliang.

El 22 de noviembre de 1925, Guo Songling, un jefe de división de la camarilla de Fengtian que dirigía unos cincuenta mil soldados de los mejor entrenados y equipados de la camarilla, desertó a la camarilla de Feng, el Guominjun; marchó desde Zhili, donde el gobernador provincial se había unido también a la confabulación y, tras una serie de victorias en su marcha hacia el norte, se acercó a Mukden, la capital de su anterior jefe, Zhang.
Tras alcanzar Manchuria el 1 de diciembre, sufrió un revés cuando el gobernador de Zhili, a pesar de los acuerdos anteriores, se pronunció contra la rebelión y a favor de Zhang el 2 de diciembre. Esto hizo que Feng tuviese que atacar Zhili para defender la retaguardia de Guo. Este continuó su avance y una semana más tarde Zhang parecía completamente derrotado. A mediados de mes, sin embargo, los japoneses comenzaron a favorecer claramente a Zhang, permitiéndole usar el ferrocarril para trasladar refuerzos mientras se lo negaban a Guo o prohibiendo a las fuerzas chinas penetrar en la zona del ferrocarril, lo que impedía a Guo tomar Mukden, situada en ella.
El 23 de diciembre, en un sorprendente cambio de fortuna, Guo resultó completamente derrotado a unos cuarenta y cinco kilómetros al oeste de Mukden por un inesperado ataque de la caballería a su retaguardia y, aunque trató de huir disfrazado, se lo capturó y fusiló al día siguiente. Su cadáver y el de su esposa quedaron expuestos al público en Mukden el día de Navidad. Su intento de golpe contra Zhang fracasó gracias al apoyo de los japoneses y a la defección del gobernador  militar de Zhili, que había prometido su ayuda al golpe.
Más al sur, Feng logró arrebatar el control de Zhili a Zhang, que había tenido que replegar parte de sus tropas a Manchuria para tratar de aplastar la sublevación de Guo. El avance en Zhili, sin embargo, había sido muy costoso en bajas para el 1.er Ejército del Guominjun y el 2.º y 3.º se habían mostrado incapaces de impedir el repliegue de las tropas de Fengtian a Shandong, que controlaban. El 23 de diciembre, el mismo día que Guo caía derrotado en el norte, Feng capturaba finalmente Tianjin, evacuado por las tropas del gobernador de Zhili, de la camarilla de Fengtian. La dura resistencia en Zhili impidió a Feng auxiliar a Guo.
El debilitamiento de Zhang le llevó a tratar de alcanzar un pacto de colaboración con Wu a pesar de su anterior rivalidad, pero no logró una respuesta positiva hasta enero de 1926. En el pacto entre los dos caudillos militares, Zhang reconocía el poder de Wu en la zona del Yangtsé a cambio de la ayuda de este para expulsar a Feng de su posición de fuerza en el norte.

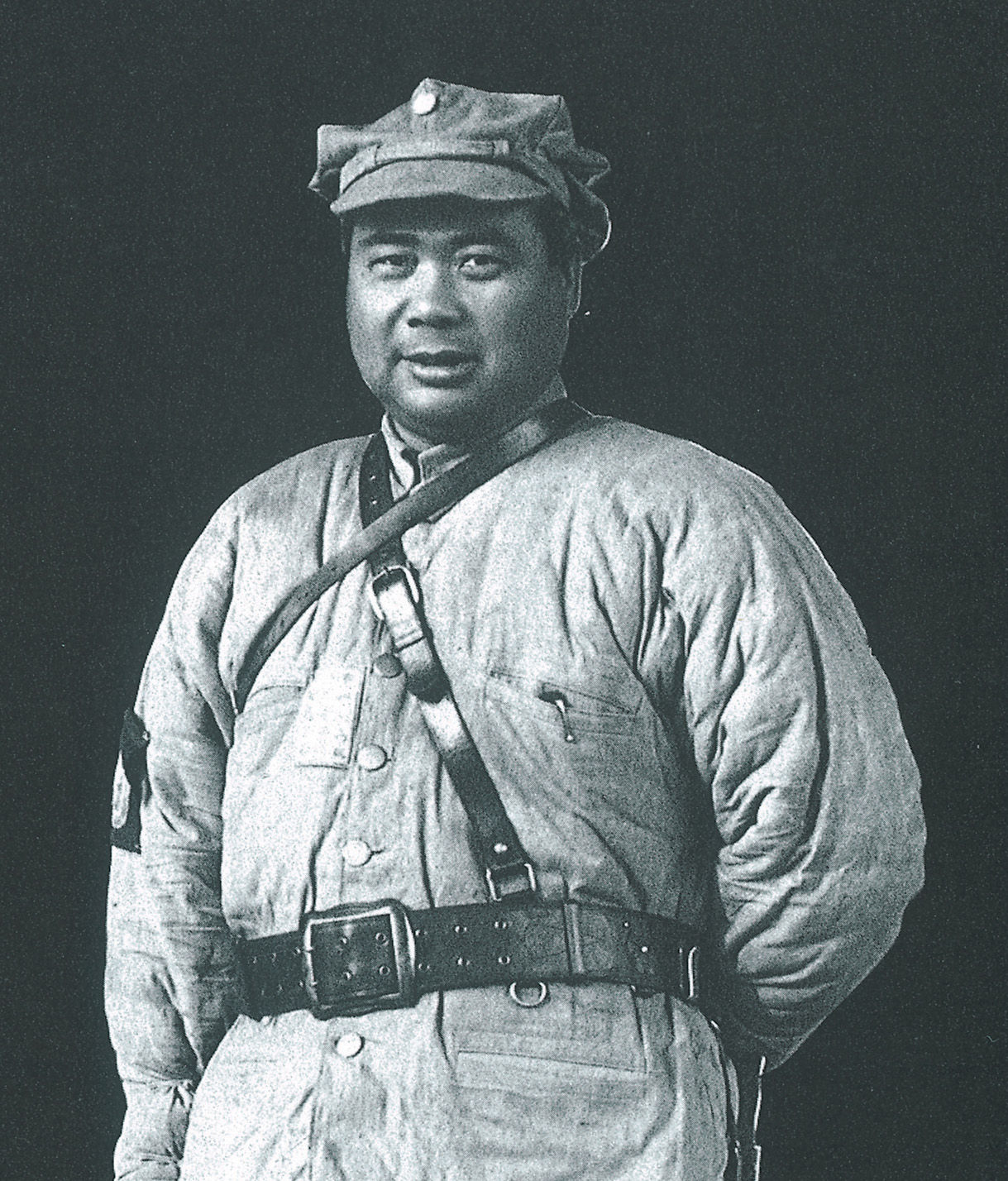
Feng Yuxiang, caudillo militar que salió derrotado de la guerra, aunque mantuvo el control de las provincias del noroeste del país y pudo rehacer parcialmente su poder poco después gracias a su respaldo de la Expedición al Norte del Guomindang, en el que se integró nominalmente.

Mientras, Chiang Kai-shek trató de convencer a Sun Chuanfang para que cambiase de bando también, aunque en su caso al Kuomintang. Sun, que pertenecía a la camarilla de Zhili, encabezada entonces por Wu Peifu, recientemente había luchado contra los ejércitos de Zhang y estaba claramente descontento con su alianza forzada con la camarilla de Fengtian. Sin embargo, se negó a pactar con Chiang y ejecutó a sus emisarios, a lo que este respondió a su vez mediante la ejecución de los enviados de Sun.
El Guominjun comenzó a perder tropas, tanto en la lucha como por deserción, mientras trataba de contener a los ejércitos combinados de Wu Peifu, Zhang Zuolin, Li Jinglin y Zhang Zongchang. El 1 de enero de 1926, Feng renunció como jefe militar de su agrupación y se trasladó a la Unión Soviética que, desde abril de 1925, lo apoyaba, para cursar estudios. Por su parte, Japón colaboraba con las fuerzas de Zhang, proporcionándoles apoyo aéreo y naval.
A mediados de enero, las tropas de Wu, respaldadas por las de Zhang, derrotaron al Guominjun en Henan (Wade-Giles, Honan). En febrero el 2.º Ejército del Guominjun, odiado en la provincia por sus desmanes, perdió la capital provincial, Kaifeng, y en marzo fue completamente derrotado, en parte debido a la rebelión de las «lanzas rojas» en su contra.
El 20 de febrero, las fuerzas de Fengtian refugiadas en Shandong y las del cacique provincial Zhang Zongchang atacaron al 3.er Ejército del Guominjun al sur de Tianjin para tratar de recuperar el control de Zhili y lo derrotaron; solo el rápido auxilio del 1.er Ejército del Guominjun evitó la toma de la ciudad por los atacantes. Falto de municiones y acosado por diversas direcciones, el Guominjun evacuó Tianjin el 21 de marzo y se retiró ordenadamente hacia Pekín.
En marzo los ejércitos de los dos aliados comenzaron una campaña para expulsar al Guominjun de la capital, reuniéndose en Tianjin el 24 de marzo de 1926. Consciente de la imposibilidad de hacer frente a los dos ejércitos coligados, en abril, y con el fin de ganarse el favor de Wu, el Guominjun liberó al expresidente Cao Kun, que había sido arrestado por Feng en 1924. Wu no respondió al gesto. En consecuencia, el 16 de abril, el Guominjun abandonó Pekín. El joven mariscal Zhang Xueliang, hijo del caudillo de Manchuria, ocupó la capital el 20 de abril de 1926; las tropas de Wu llegaron poco más tarde. Sus ejércitos saquearon la capital desatando el caos y provocando la pérdida de gran parte de la burocracia del gobierno de Beiyang. La capital no se recuperó parcialmente hasta la ocupación por los nacionalistas en 1928.
El Guominjun se atrincheró fuertemente en el desfiladero de Nankou, a unos cincuenta kilómetros al noroeste de la capital. Los intentos de los coligados para expulsarlos de la posición, sostenida con ayuda soviética, fracasaron.
Las tropas del Guominjun chocaron con las de Yan Xishan el 18 de mayo en Shanxi; este no deseaba que el Guominjun utilizase el territorio de la provincia ni su ferrocarril —esencial para aquel— y además se veía forzado a atacar la retaguardia del Guominjun por imposición de Wu y Zhang, que parecía iban a ganar la guerra. Mientras, en el desfiladero, noventa mil soldados del Guominjun resistían el asalto de cuatrocientos cincuenta mil enemigos.
Temiendo que Yan finalmente lograse cortar el ferrocarril Pekín-Suiyuan o que la disparidad de fuerzas acabase en una derrota total, el Guominjun abandonó sus posiciones en el otoño. Esta vez la retirada no se realizó tan ordenadamente y el ejército estuvo a pique de desintegrarse por el acoso de los bandidos y la falta de transporte. Más tarde, durante la Expedición al Norte y la guerra de las Planicies Centrales, Yan acabó combatiendo, no obstante, del lado de Feng.
A la vez se libraba una lucha por el poder en el seno del KMT entre una de las figuras clave del mismo, Wang Jingwei y Chiang Kai-shek. El primero propuso enviar a Chiang como representante ante el Guominjun de Feng. Chiang, que vio en esto un intento de alejarle de su base de poder en Whampoa, se negó.
Durante un ataque de artillería contra las fuerzas del Guominjun varios civiles murieron, lo que causó protestas en Pekín y la matanza del 18 de marzo. Aunque Duan expresó su pesar por la brutal represión de las protestas, el Guominjun le retiró de su cargo al mes siguiente.

## Consecuencias
Aunque ocupaban conjuntamente Pekín, Zhang y Wu no se pusieron de acuerdo sobre quién debía dirigir el nuevo Gobierno. Wu quería devolver la presidencia a Cao, mientras que Zhang sugirió la restauración del último emperador manchú, Pu-yi. Finalmente acabaron por recurrir a una serie de gabinetes provisionales de corta duración y nulo poder. Como la camarilla de Zhili se hallaba muy diezmada, Zhang se hizo cargo del gobierno personalmente como dictador.
Militarmente, la guerra había obligado a la camarilla de Zhili a trasladar sus ejércitos hacia el norte y a dejar sus bases en el sur escasamente defendidas contra los ejércitos del KMT, cuya fuerza subestimaba. Esto resultó crucial cuando el KMT emprendió la Expedición al Norte en julio de 1926. Los restos del Guominjun que subsistían al noroeste de Pekín se integraron en el Ejército Nacional Revolucionario cuando el KMT avanzó hacia la capital.
El Guominjun, por su parte, aunque expulsado en agosto de su plaza fuerte de Nankow, cerca de Pekín, logró hacerse fuerte en el oeste del país.